# Старостинецька сільська рада
| Старостинецька сільська рада — колишній орган місцевого самоврядування у Погребищенському районі Вінницької області з адміністративним центром у с. Старостинці. Сільській раді підпорядковані населені пункти: - с. Старостинці - с. Іваньки - с. Ліщинці |

## Склад ради
Рада складається з 16 депутатів та голови.

## Керівний склад сільської ради
| ПІБ                             | Основні відомості                                                                                  | Дата обрання | Дата звільнення |
| ------------------------------- | -------------------------------------------------------------------------------------------------- | ------------ | --------------- |
| Філіповський Юрій Олександрович | Сільський голова, 1966 року народження, освіта, безпартійний                                       | 26.03.2006   | 31.10.2010      |
| Філіповський Юрій Олександрович | Сільський голова, 1966 року народження, освіта вища, член Всеукраїнського об'єднання «Батьківщина» | 31.10.2010   |                 |

Примітка: таблиця складена за даними джерела